# Энтальцев, Валерий Васильевич
Вале́рий Васи́льевич Энта́льцев (3 августа 1959, Ухта, Коми АССР — 3 октября 2018, Пятигорск, Ставропольский край) — советский и российский тренер по боксу. Тренер-преподаватель пятигорской Детско-юношеской спортивной школы олимпийского резерва № 2, личный тренер бронзового призёра Олимпийских игр, двукратного чемпиона Европы Давида Айрапетяна. Заслуженный тренер России (2008).

## Биография
Валерий Энтальцев родился 3 августа 1959 года в городе Балхаш, Карагандинской области, Казахской ССР. Когда ему исполнилось 9 лет семья переехала в г. Ухту, Коми АССР.
Активно занимался спортом начиная с десятилетнего возраста, ходил в секции конькобежного спорта и борьбы, но в конечном счёте перешёл в бокс — проходил подготовку под руководством тренера Леонида Дмитриевича Мартынюка.
После окончания школы уехал учиться в Ленинград, в 1981 году окончил Государственный дважды орденоносный институт физической культуры имени П. Ф. Лесгафта (ныне Национальный государственный университет физической культуры, спорта и здоровья имени П. Ф. Лесгафта). Отслужив срочную службы в армии, переехал на постоянное жительство к родственникам жены в город Пятигорск Ставропольского края, где начал осуществлять тренерскую деятельность.
В течение многих лет работал тренером-преподавателем на отделении бокса пятигорского Муниципального бюджетного учреждения «Детско-юношеская спортивная школа олимпийского резерва № 2», общий тренерский стаж — более 30 лет. Тренер высшей квалификационной категории (2014).
За долгие годы тренерской деятельности подготовил многих талантливых спортсменов, добившихся успеха на международном и всероссийском уровнях. Один из самых известных его учеников — заслуженный мастер спорта Давид Айрапетян, бронзовый призёр летних Олимпийских игр в Лондоне, двукратный чемпион Европы, серебряный и бронзовый призёр чемпионатов мира, шестикратный чемпион российских национальных первенств. Энтальцев тренировал Айрапетяна с тринадцатилетнего возраста на протяжении всей его спортивной карьеры (позже к ним присоединился другой известный пятигорский тренер Эдуард Абрамович Джаграев) и в 2008 году за подготовку этого спортсмена был удостоен почётного звания «Заслуженный тренер России».
Также в числе его воспитанников мастер спорта международного класса, серебряный призёр чемпионата Европы Араик Амбарцумов, мастер спорта России Павел Шульский и др.
Награждён нагрудным знаком «Отличник физической культуры и спорта» (2004), почётным знаком «За заслуги в развитии физической культуры и спорта» (2010), медалью «За заслуги перед Ставропольским краем» (2012).
Умер 3 октября 2018 года в возрасте 59 лет.

## Память
Дума г. Пятигорска приняла решение установить мемориальную доску Энтальцеву Валерию Васильевичу на здании спортивной школы № 2 в Пятигорске.
Реконструированную спортивную школу № 2 в Пятигорске назовут именем тренера Валерия Энтальцева.